# بولشايا إربا (كراسنوجارسك)
بولشايا إربا (بالروسية: Большая Ирба) هي مدينة في مقاطعة كراسنويارسك كراي في روسيا.